# Comtat de Pärnu
El comtat de Pärnu  (estonià  Pärnumaa) és un dels comtats en què es divideix Estònia. La seva capital és Pärnu. Segons cens de 2021 compta amb una població de 85.710 habitants distribuïts en una superfície de 5,419 km2.

## Govern Comtat
El govern del comtat (estonià: Maakonnavalitsus) és dirigit per un governador (estonià: maavanem), qui és nomenat pel govern d'Estònia per un termini de cinc anys.

## Municipis
El comtat se sotsdivideix en municipalitats. Hi ha dos municipis urbans (estonià: linn - ciutat) i 17 municipis rurals (estonià: vallad - comunes) al comtat.
Municipis urbans:
- Pärnu
- Sindi

Municipis rurals:
- Are
- Audru
- Halinga
- Häädemeeste
- Kihnu
- Koonga
- Paikuse
- Saarde
- Sauga
- Surju
- Tahkuranna
- Tootsi
- Tori
- Tõstamaa
- Varbla
- Vändra
- Vändra borough